# Questo è un uomo
Questo è un uomo è un docu-drama italiano del 2021 diretto da Marco Turco, che ripercorre la vita di Primo Levi ricostruendone i momenti salienti, dalla deportazione fino agli ultimi anni della sua vita, toccando i temi fondamentali che hanno caratterizzato la sua biografia e la sua opera.

## Trama
1986. A causa di un incidente accaduto durante un'escursione in montagna, Primo Levi viene soccorso da un uomo che ignora la sua storia e che, addirittura, non comprende il significato del numero tatuato sul suo braccio. Davanti a questo, Levi sente la necessità, ancora una volta nella vita, di raccontare la sua vicenda, e con essa la tragedia dell'Olocausto.

## Cast
- Marco Belpoliti, scrittore e studioso di Primo Levi.
- Edith Bruck, scrittrice testimone, amica-sorella in sorte di Primo Levi.
- Noemi Di Segni, presidente dell'Unione delle comunità ebraiche italiane.
- Anna Foa, storica.
- David Meghnagi, psicoanalista e scrittore.
- Moni Ovadia, uomo di teatro, attivista dei diritti civili e sociali.
- Giovanni Tesio, docente e critico letterario.